# 꿀단지개미

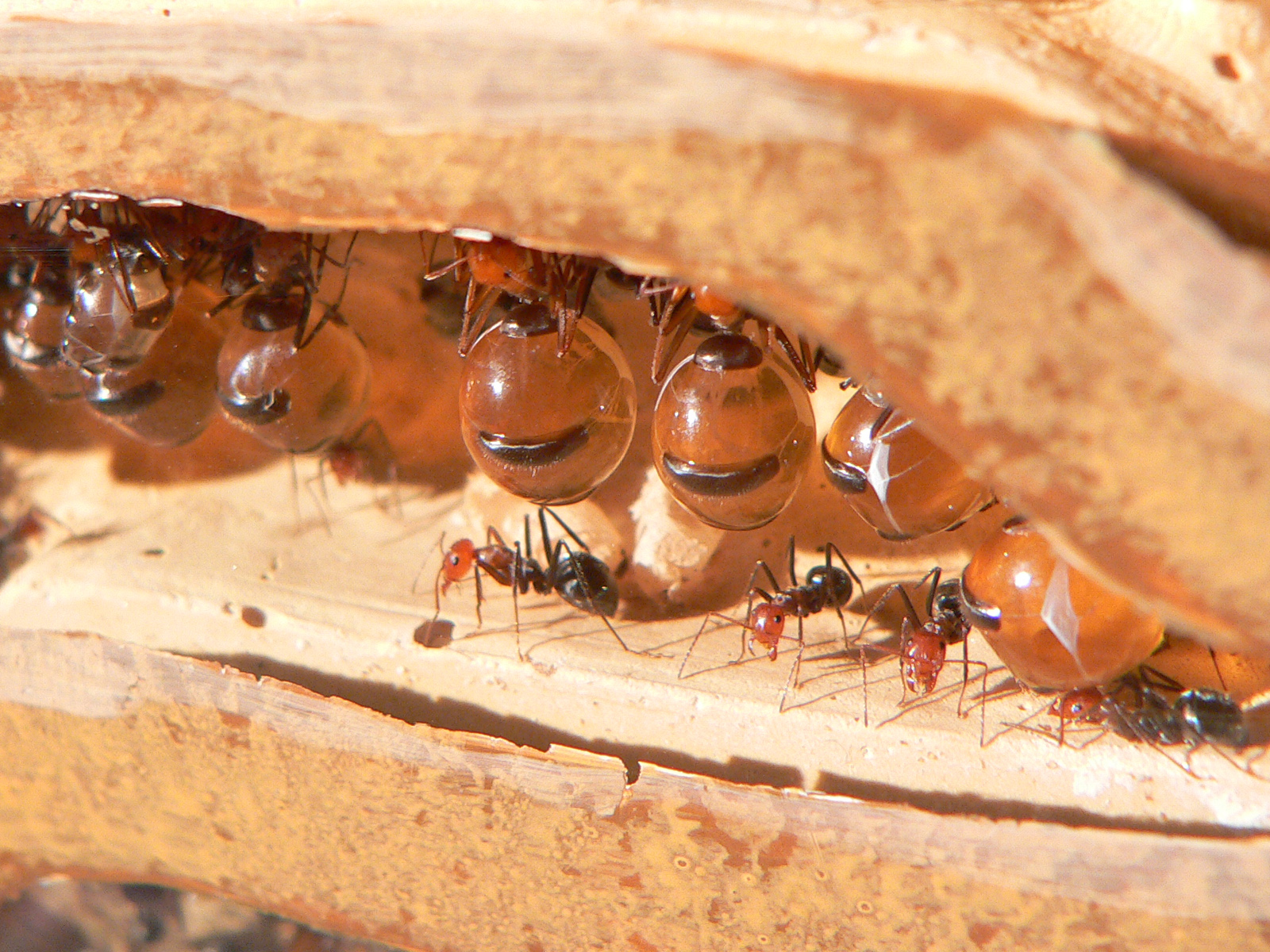
미르메코시스투스속의 꿀단지개미들은 꿀을 저장하기 위해 일반적인 일개미들보다 크게 부풀어오른 복부를 보여준다.

꿀개미Honey ants라고도 불리는 꿀단지개미Honeypot ants는 다른 일개미들한테 액상형의 먹이를 복부가 크게 부풀어오를 정도로 받아먹는 전문화된 일개미들(repletes, plerergates, rotunds)이 있는 개미들이다. 이후 다른 개미들은 이 개미들한테 영양분을 받아먹는다. 이 개미들은 살아있는 식량창고의 역할을 한다. 꿀단지개미라고 불리는 개미들은 왕개미속, 미르메코시스투스속과 같은 몇몇 속들에 속해 있다. 꿀단지개미는 1881년에 헨리 크리스토퍼 맥쿡이 최초로 기록했으며 1908년에 윌리엄 모턴 휠러가 좀 더 자세히 묘사하였다.

## 행동
수많은 곤충들이, 그 중에서도 꿀벌과 일부의 말벌이 나중에 사용하기 위해 액체 먹이를 모아서 저장한다. 일반적으로 먹이는 둥지나 무덤에 저장되지만, 꿀단지개미는 스스로의 배를 살아있는 저장고로 사용하며, 먹이가 모자란 시기가 오면 먹이를 다른 동료 개미들에게 토해준다는 점에서 독특하다. 꿀단지개미의 뱃속에 저장된 액체 먹이가 필요할 때면, 일개미들은 꿀단지개미의 더듬이를 툭툭 치고, 꿀단지개미는 저장된 액체를 먹이주머니에서 토해낸다.

## 신체 구조

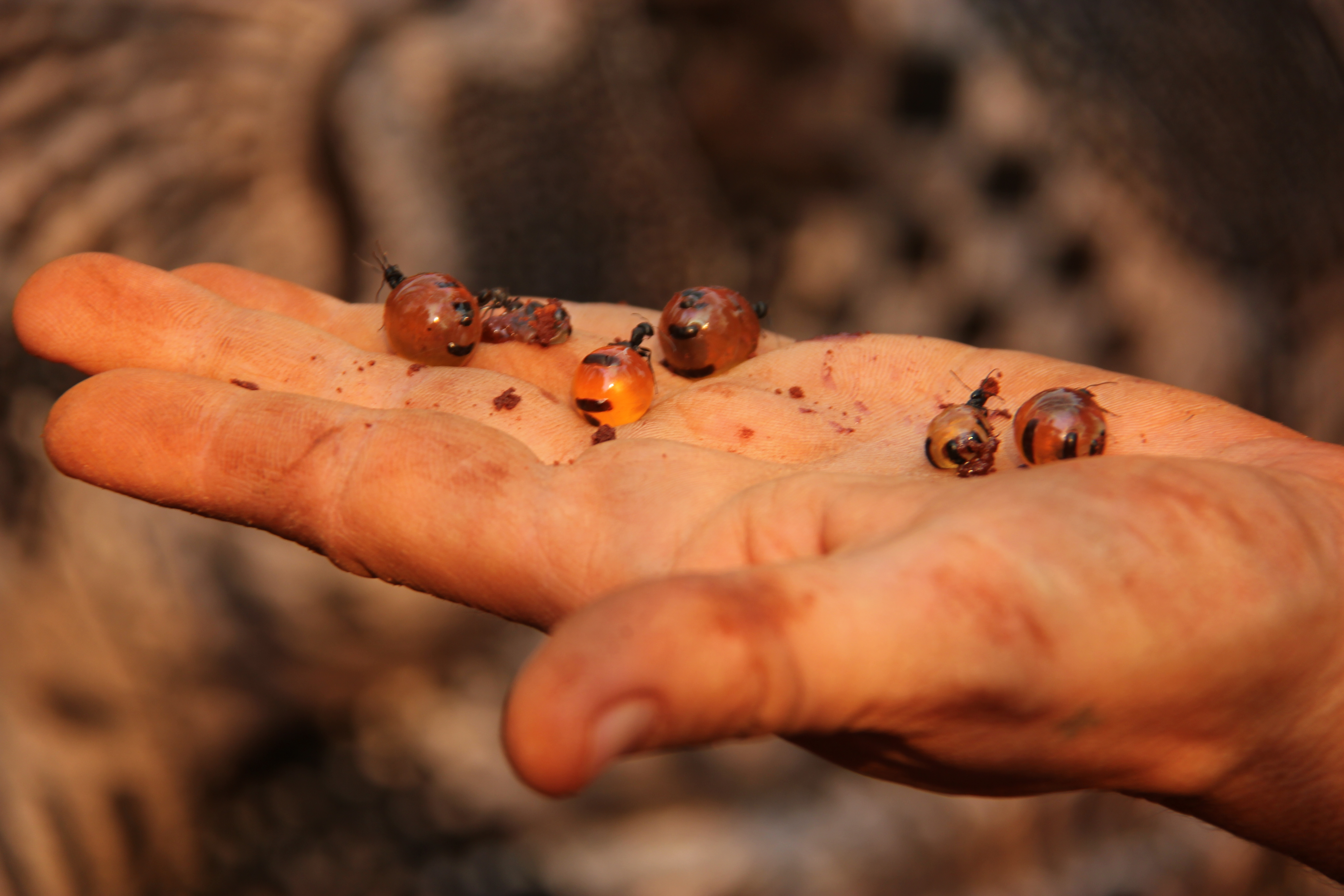
사람의 손과 비교되는 꿀단지개미. 배 윗부분의 검은색 경피들은 꿀단지개미들의 복부의 막이 크게 늘어남에 따라 넓게 퍼진다.

Camponotus inflatus과 같은 종의 복부는 더 부드럽고 유연한 복부의 관절막으로 연결된 단단한 배 윗부분의 딱딱한 판들로 구성된다. 복부가 비면 복부의 관절막은 경피 아래로 접히지만, 복부가 부풀어오르면 복부의 관절막은 크게 늘어나서 경피가 넓게 흩어진다.

## 생태
미르메코시스투스속의 둥지는 다양한 건조, 반건조 기후에서 발견된다. 어떤 종들은 극단적으로 더운 사막에서, 다른 종들은 적당한 서식지에서, 또 다른 종들은 다소 시원하지만 연중 대부분 아주 건조한 삼림지대에서 서식한다. 예를 들어, 잘 연구된 Myrmecocystus mexicanus는 미국 남서부의 건조, 반건조 서식지에서 살아가는데, 불임 일개미들은 먹이가 부족한 시기에 꿀단지개미로서 행동한다. 꿀단지개미들은 배가 가득차면 움직일 수 없게 되고 지하 둥지의 천장에 매달린다. 다른 일개미들은 살아 있는 식량창고의 꿀을 들이켜 군체를 먹여살린다. 꿀단지개미들은 굴의 어디에서건 살 수 있지만, 야생에서는 지하 깊숙한 곳에서 움직일 수 없는 채로 포도알 크기만큼 부풀어 있다.
호주의 Camponotus inflatus의 경우, 1063마리가 있는 군체에서 49%에 달하는 516마리의 개미가, 4019마리가 있는 군체에서 46%에 달하는 1835마리의 개미가 배가 빵빵했다. 전자에는 여섯 마리의 탈시한 여왕이 있었다. 후자에는 66개의 방에 배가 빵빵한 개미가 있었고, 제일 빵빵한 개미가 많은 방에는 191마리의 빵빵한 개미가 있었다. 배가 제일 빵빵한 개미는 길이는 15mm, 무게는 1.4g에 달했다. 둥지의 깊이는 최대 1.7m에 달했고, 굴은 입구로부터 2.4m가량 뻗쳐있었다. 일개미들은 Mulga 의 꿀샘에서 꽃꿀을, 푸른혀도마뱀의 시체에서 고기를 모으기 위해 낮에 먹이를 찾으러 나간다.

## 하위 속
몇몇 계절적으로 활동하는 개미들이 꿀단지 형태의 음식 저장을 애용해왔다:
- 왕개미속 : 호주[9]
- 사막개미속 :북아프리카[9]
- 거미개미속 :멜라네시아[9]
- 멜로포루스 :호주[9]
- 미르메코시스투스 :북아메리카[9][10]
- 잘록개미속 :남아프리카[9]
- 수염개미속 : 북아메리카[9]

## 인간 문화에서
Melophorus bagoti, 왕개미속과 같은 꿀단지개미는 개미 중 유일하게 먹을 수 있으며 호주 원주민들의 영양만점 간식으로 취급된다. 원주민들은 개미의 수직 굴을 찾기 위해 표면을 긁어낸 다음, 꿀단지를 찾을 때까지 2미터 이상을 파내려간다. 호주의 노던 준주의 파푸냐는 꿀단지개미의 창조설화 또는 왈피리어와 같은 그곳에 속해있는 사람들의 꿈을 바탕으로 명명한 것이다. 꿀단지개미들은 1971년에 서부 사막 예술 운동의 일환으로 그려진 꿀과 꿈의 모티브가 되었다.
2011년에 BBC에서 애리조나 사막에서 살아가는 꿀단지 개미 Myrmecocystus mimicus 의 자연사를 다루는 영상 'Empire of the Desert Ant'을 만들었다. 이 영상은 다른 군체 출신의 꿀단지개미의 여왕개미들이 새로운 군체를 세우기 위해 협력한다는 내용을 담은 최초의 영상으로 보인다. 개미 전문가 베르트 횔도블러는 더 큰 군체가 이웃 군체로부터의 습격에서 살아남는 데 유리하기 때문에 여왕개미들이 협력하는 것으로 보인다고 말했다.

## 같이 보기
- 개미의 다형성
- Mermithergate